# Polski Holding Obronny
Polski Holding Obronny sp. z o.o. (früher Bumar) ist eine polnische, in Staatshand befindliche, Industriegruppe mit 800 Millionen Złoty Kapital und 12.000 Beschäftigten (Stand: 2006). Ihr Hauptsitz befindet sich in Warschau. Der aktuelle Vorstandsvorsitzende ist Krzysztof Krystowski.
Die Gruppe umfasst 22 Produktions- und Handelsgesellschaften der polnischen Rüstungsindustrie mit den Spezialisierungen Munition, Radar, Raketen, Panzerwaffen sowie Gesellschaften der Branchen Baumaschinen, Landmaschinen und Baudienstleistungen.
Ein Markenzeichen der Gruppe ist der Kampfpanzer des polnischen Heeres, der PT-91 Twardy, mit dem 2006 eine von Malaysia gestartete (PT-91M) Ausschreibung für 370 Millionen US-Dollar gewonnen wurde. Hergestellt wurden die Fahrzeuge von Bumar Łabędy.